# Frank W. Notestein
Frank Wallace Notestein (16 de agosto de 1902 - 19 de fevereiro de 1983) foi um demógrafo estadunidense que contribuiu substancialmente para o desenvolvimento da ciência demográfica. Ele foi diretor fundador do Escritório de Pesquisa Populacional e presidente do Conselho Populacional da Universidade de Princeton. Notestein foi também o primeiro diretor-consultor da Divisão de População das Nações Unidas entre os anos de 1947 a 1948.

## Educação e carreira
Em sua vida educacional, Notestein frequentou três faculdades diferentes. Iniciou seus estudos Alma College, sendo um ano depois transferido para o College of Wooster em 1923, onde recebeu o título de bacharel em economia. Cursou a pós-graduação na Cornell University, recebendo em 1927 um PhD em estatísticas sociais. Notestein completou sua tese de graduação e partiu para a Europa, onde estudou mortalidade ocupacional por um ano.  Notestein foi imediatamente oferecido um cargo de pesquisador associado no Milbank Memorial Fund, o qual assumiu em 1928. Enquanto estava no cargo,  ele forneceu uma melhor compreensão do declínio da taxa de fertilidade e da taxa de mortalidade no final do século XIX e início do século XX.

## Contribuições para a demografia
Em 1945, Notestein forneceu rótulos para os diferentes tipos de padrões de crescimento da transição demográfica encontrados, dezesseis anos antes, por Warren Thompson . Com sua visão sobre a população, o demógrafo introduziu um programa de pesquisa e treinamento de pós-graduação na American University, além de criar liderança em bolsas de estudos, formação de políticas e assistência técnica em questões relacionadas às populações.

## Vida pessoal
Notestein nasceu em Alma, no estado de Michigan, Estados Unidos, em 16 de agosto de 1902. No colégio, foi  jogador de futebol e serviu como capitão da companhia militar. No verão, trabalhava em uma fábrica de picles e em uma loja de móveis local. Em seu ultimo ano na universidade, Notestein ficou noivo de sua colega de classe, Daphne Limbach. Quatro anos depois, o casal se casou e passou a lua de mel na Europa, onde Notestein estudou mortalidade ocupacional com uma bolsa do Social Science Research Council. 
  

Ele se aposentou em 1968, quando mudou-se com sua espoda para Newtown, na Pensilvânia. Em 19 de fevereiro de 1983, aos 80 anos, Notestein morreu de enfisema.